# Stan McKenzie
Stanley McKenzie, detto Stan (Miami, 6 ottobre 1944 – Dallas, 21 luglio 2021), è stato un cestista statunitense, professionista in Italia e nella NBA.

## Carriera
Venne selezionato dai Baltimore Bullets all'undicesimo giro del Draft NBA 1966 (94ª scelta assoluta).

## Palmarès
- Coppa delle Coppe: 1

Pall. Varese: 1966-67

## Vita privata
Era sposato con Vashti Murphy McKenzie (1947), che fu la prima donna vescovo della Chiesa Metodista Episcopale Africana e ne divenne Presidente del Consiglio dei Vescovi. Egli stesso fu attivo in tale chiesa. Dalla moglie ebbe tre figli: Jon-Mikael McKenzie, Vashti-Jasmine Saint-Jean e Joi-Marie McKenzie Lewis.